# Caloptilia chrysochoa
Caloptilia chrysochoa är en fjärilsart som först beskrevs av Edward Meyrick 1886.  Caloptilia chrysochoa ingår i släktet Caloptilia och familjen styltmalar.
Artens utbredningsområde är:
- Samoa.
- Tonga.

Inga underarter finns listade i Catalogue of Life.